# 네오코로스

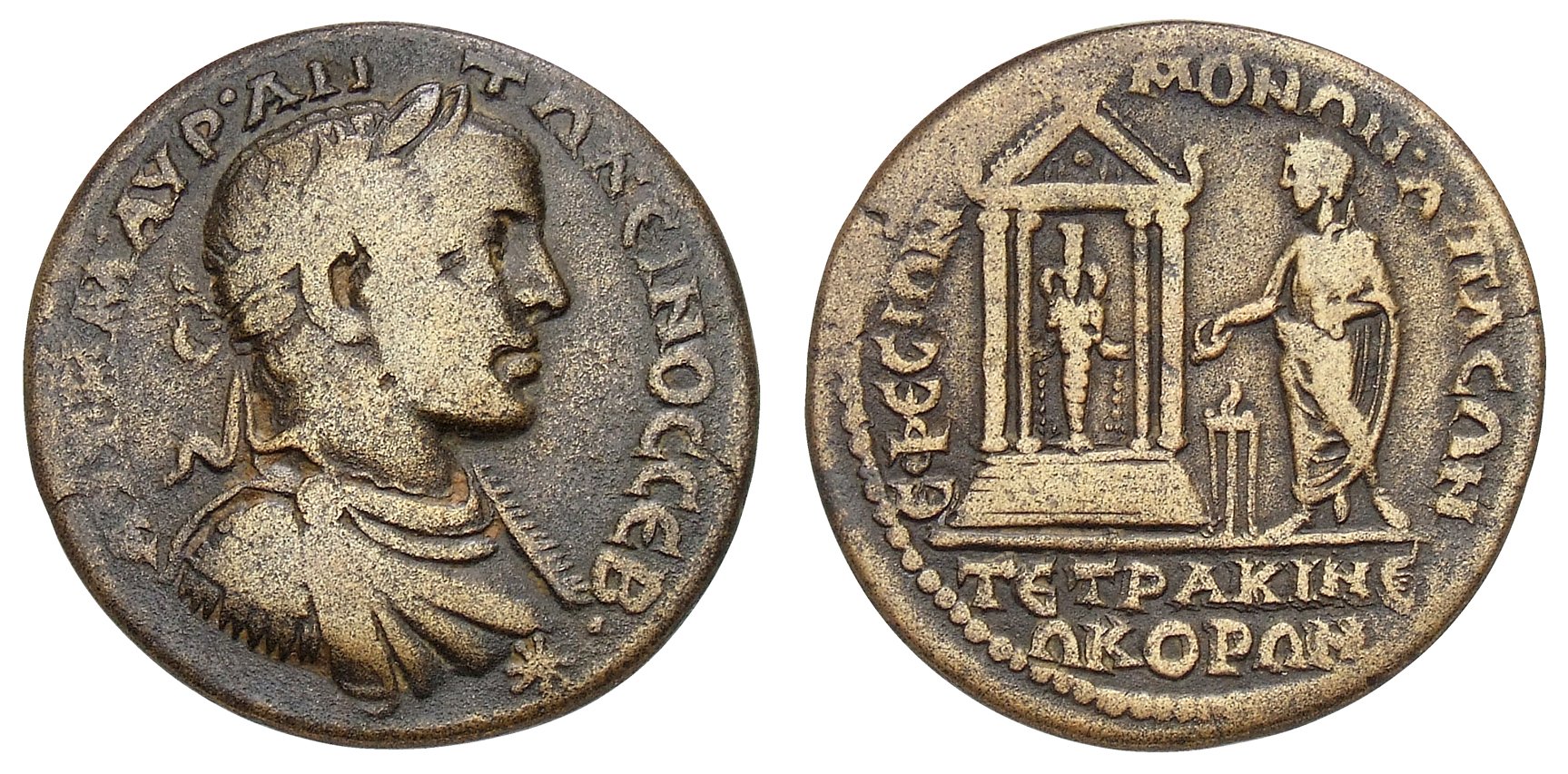
로마 시대의 에페소스 민간 화폐이며, 엘라가발루스 황제의 흉상을 나타내고 있고, '유일무일한 네 차례의 네오코로스'라며 뽐내고 있다(MONΩN AΠΑCΩN TETΡAKI NEΩKOΡΩN)

네오코로스(고대 그리스어: νεωκόρος), 복수형 네오코로이(νεωκόροι)는 신전의 관리 감독과 관련된 고대 그리스의 종교 직위이다. 로마 제국 시대 때, 네오코로스는 황제의 신전들을 건립하거나 황가의 일원에 대한 교단을 설립한 도시들에 주어진 수훈이 되었다.

## 어원
'네오코로스'(νεωκόρος)라는 말은 '네오스'(νεώς, 신전) + '코로스'(κορέω, 닦다, 쓸다)에서 비롯했을 것이며, 글자 그대로는 신전을 쓰는 사람을 뜻한다. ναοκόρος, νακόρος, ναυκόρος, νεοκόρος, νηοκόρος, νειοκόρος 등 많은 변형 형태가 확인되었다. 이 용어는 성당지기와 유사한 사원의 관리인을 의미하였다. 네오코로스 대신에 사용된 유사한 용어들에는 ζάκορος ([[[자코로스]]] 오류: {{전자}}: transliteration text not Latin script (pos 3: 자) (도움말)), ναοφύλαξ ([나오필락스] 오류: {{전자}}: transliteration text not Latin script (pos 1: 나) (도움말)), νηοπόλος ([네오폴로스] 오류: {{전자}}: transliteration text not Latin script (pos 1: 네) (도움말)) 등이 있다.

## 신전 관리인
고전기 그리스 때, 네오코로스는 사제 계급이었지만, 일반적으로는 상응하는 의무를 지닌 낮은 계층이었으며 가장 잘 알려진 경우들에서는 이들은 보조적인 업무를 지녔지만, 오로포스나 코스 같은 일부에서는 실제 사제들을 대체할 수 있었으며, 델로스섬에서는 행정관으로서 모습을 나타내기도 하였다. 여성들이 네오코로스 직위를 맡을 수도 있었다. 네오코로스의 임기는 장소마다 다양하였는데 델포이에서는 종신직으로 임명되었고, 델로스에서는 최소한 37 차례나 네오크로스를 맡은 자에 대한 한 사례가 알려져 있다.
시간이 흘러, 특히 아시아 지역에선, 네오코로스는 지방의 유력자들을 통해 임명되면서 한층 중요성을 띠게 되었는데 해당 직위 보유자는 신전에 기부를 하고 자신들의 임기를 기념하려 하였다. 네오코로스들은 '크라티스토스'(κράτιστος, 가장 숭고한)라는 칭호를 가졌고, 동시에 최고 네오코로스 직위(ἀρχινεωκόρος, 아르케크라티스토스)라는 한층 더 고위층임을 구분하기 위한 칭호로 나타내어졌다.

## 도시들의 경칭

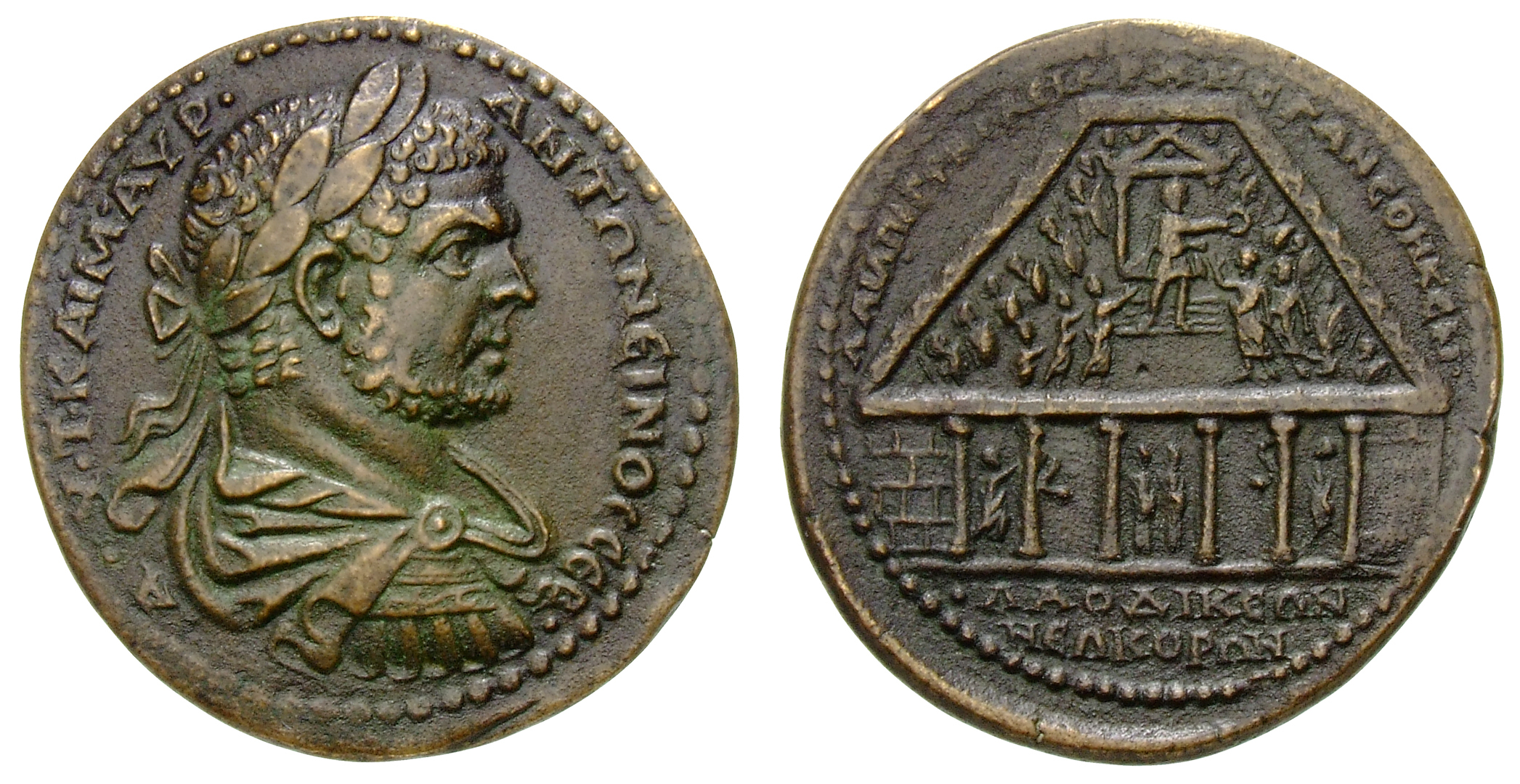
로마 시대 리코스의 라오디케이아의 민간 주화로, 카라칼라 황제의 흉상을 나타내고 있으며, '네오코로스의 라오디케이아인들'이라 새겨져 있다 (ΛΑΟΔΙΚΕΩN NEΩKOΡΩN)

초기 로마 제국 당시에, 네오코로스는 온전히 도시들에서 자신들의 수호신들에게 부여하기 위해 사용되기 시작하였으며, 에페소스의 경우에는 아르테미스이었다. 그렇지만 에페소스는 드문 경우였고, 주로 로마의 황제 숭배와 연관되어 있었다. 동방의 그리스 도시들은 속주 전체적으로 그 유명세를 인정받은 황제 숭배 신전을 지은 것에 대한 표시로, 로마 황제의 인가를 받아, 로마 원로원으로부터 네오코로스라는 칭호를 부여받았다. 네오코로스는 대단히 저명한 칭호로서, 도시들은 이를 얻기 위해 경쟁하였고, 많이 부유한 도시들은 각기 다른 황제들에게 신전을 봉헌하며 여러 차례 이 칭호를 얻으려 하였고 받아내었다. 에페소스는 네 차례 네오코로스를 받았다는 기록이 있다.
이 칭호는 종종 문제의 사원의 표현과 함께 민간 주화들에 등장하였다. 네오코로스를 지닌 대략 30개 도시들이 있으며, 아시아 속주에 주로 집중되어 있으나, 인접한 소아시아, 레반트, 발칸반도 남부의 속주들에도 있었다.
세베루스 왕조 시기에 이 칭호는 아주 흔한 것이 되었고, 갈리에누스 재위 (260년-268년) 이후로는 수여가 중단되었다.

## 참고 문헌
- Burrell, Barbara (2004). [[[:틀:Gbooks]] 《Neokoroi: Greek Cities and Roman Emperors》] |url= 값 확인 필요 (도움말). Brill. ISBN 90-04-12578-7.
- Friesen, Steven J. (1993). 《Twice Neokoros: Ephesus, Asia & the Cult of the Flavian Imperial Family》. Brill.
- Hanell, Krister (1935). 〈Neokoroi〉. 《Realencyclopädie der Classischen Altertumswissenschaft, Band XVI, Halbband 32, Mystagogos-Nereae》 (독일어). Stuttgart: Alfred Druckenmüller. col. 2422–2428.
- Williams, Jonathan (2000). 〈Neokoros〉.   Cancik, Hubert; Schneider, Helmuth. 《Der neue Pauly: Enzyklopädie der Antike, Band 8, Mer-Op》 (독일어). Stuttgart and Weimar: J. B. Metzler. 827쪽. ISBN 3-476-01478-9.